# Staatliche Museen zu Berlin
Die Staatlichen Museen zu Berlin (kurz: SMB; bis 1918: Königliche Museen zu Berlin) sind eine Einrichtung der Stiftung Preußischer Kulturbesitz und eines der größten Universalmuseen der Welt. Gegründet 1823 vom preußischen König Friedrich Wilhelm III., sammeln sie Werke der Kunst, Archäologie und Ethnologie vom Altertum bis zur Gegenwart. Die Staatlichen Museen zu Berlin besitzen zwei Hauptstandorte, die UNESCO-Welterbestätte Museumsinsel im Ortsteil Mitte und das Kulturforum in Tiergarten. Mit einem Bestand von etwa 5,3 Millionen Werken gehören sie zu den bedeutendsten Sammlungen Europas. Im Jahr 2019 verzeichneten die Staatlichen Museen zu Berlin insgesamt 4,2 Millionen Besucher. Davon verzeichnete das Neue Museum mit 828.000 die meisten Besucher.

## Geschichte

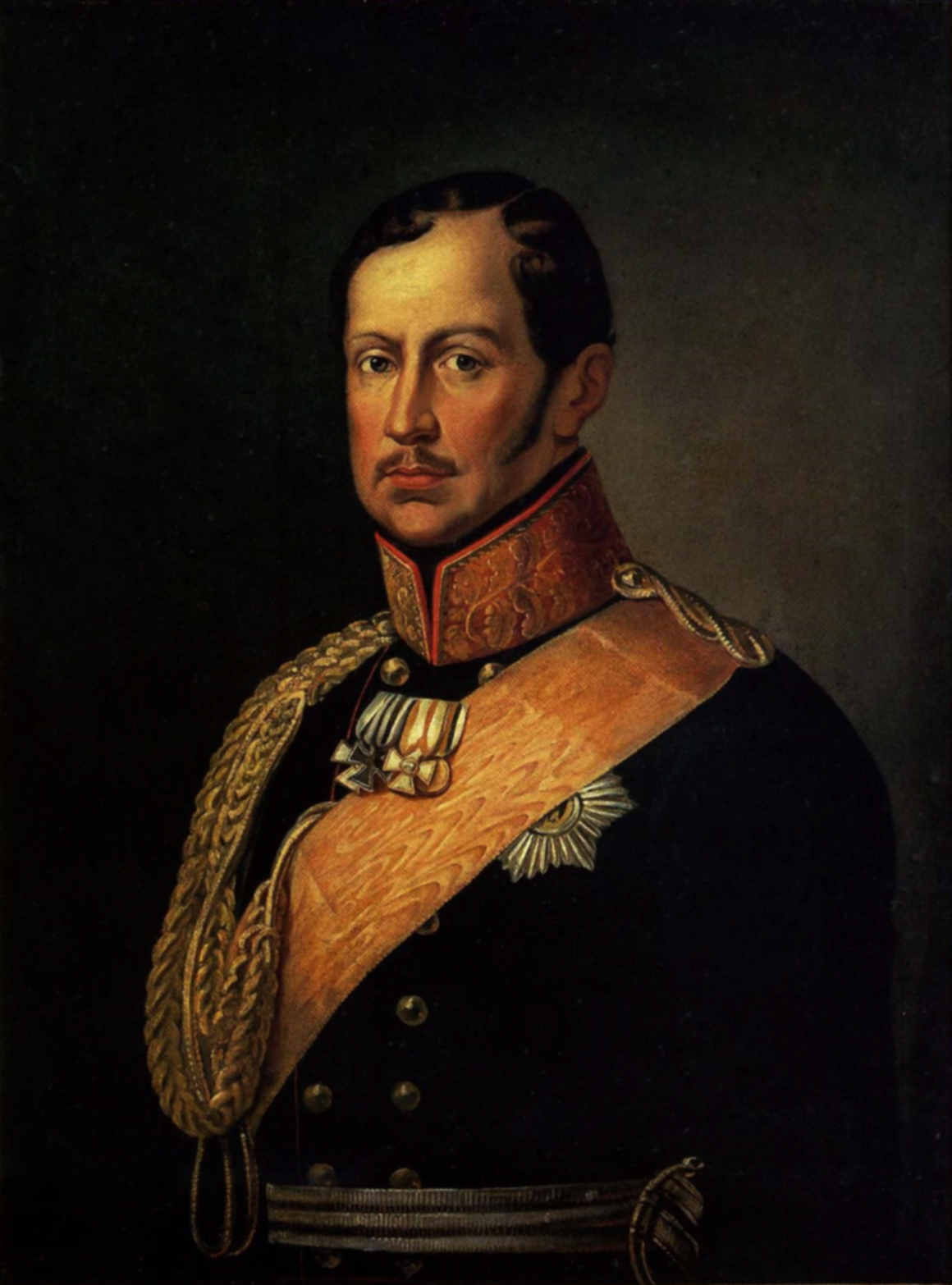
König Friedrich Wilhelm III. von Preußen, Gründer der Berliner Museen

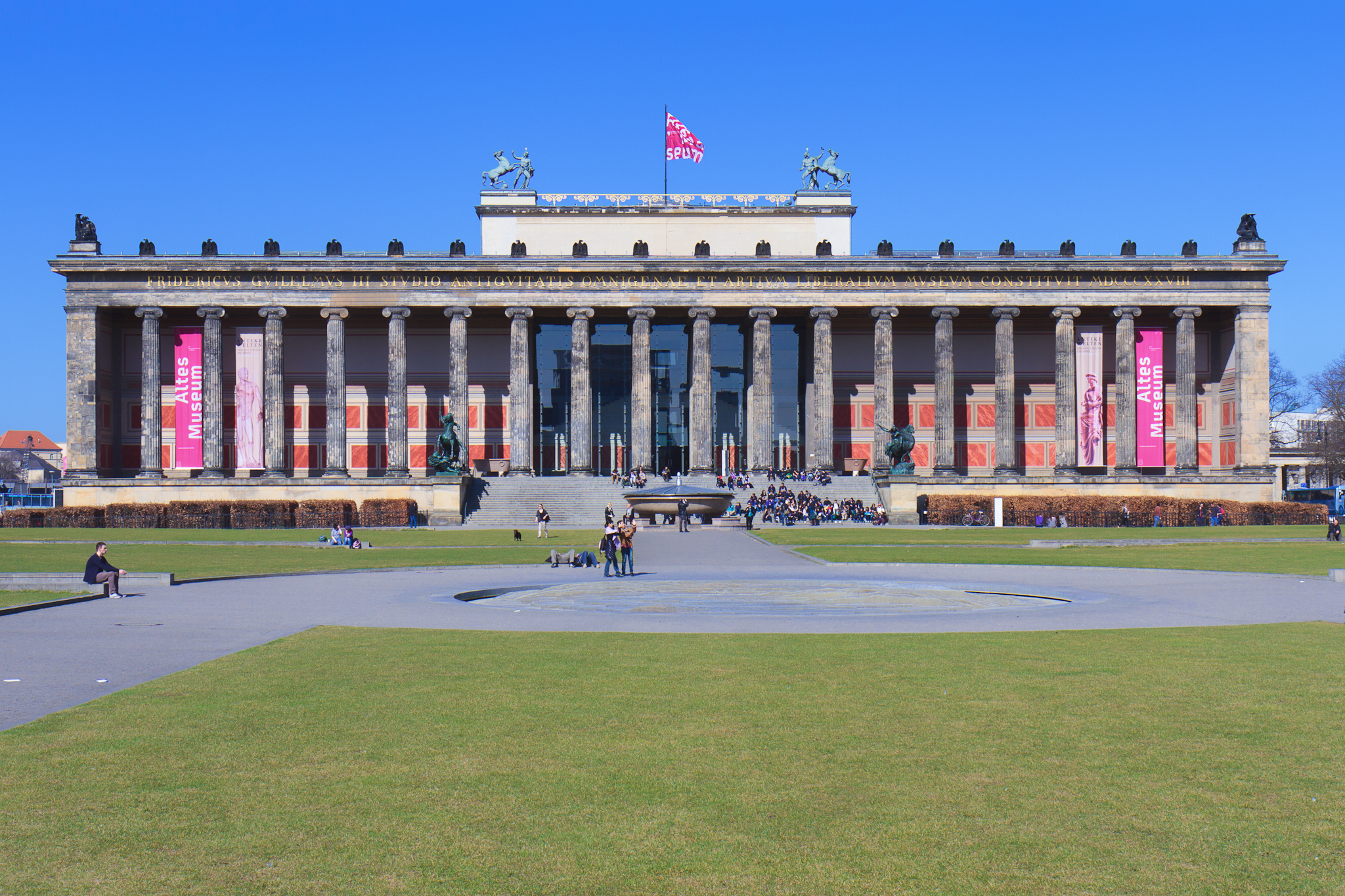
Altes Museum von Karl Friedrich Schinkel, Keimzelle der Berliner Museen, 2012

Die Staatlichen Museen zu Berlin wurden 1823 vom preußischen König Friedrich Wilhelm III. als Königliche Museen zu Berlin gegründet.
Ursprung der Sammlungen war die um 1550 vom brandenburgischen Kurfürsten Joachim II. gegründete Kunstkammer. Sie umfasste Objekte aus allen Bereichen der Natur, der Kunst und der Wissenschaft. Nach ihrer Plünderung im Dreißigjährigen Krieg wurde die „Brandenburgisch-Preußische Kunstkammer“ ab 1640 vom Großen Kurfürsten Friedrich Wilhelm wiederaufgebaut und ab 1700 vom ersten preußischen König Friedrich I. ins Berliner Stadtschloss verlegt. In den Napoleonischen Kriegen wurde die Sammlung 1807 als Beutekunst nach Paris verbracht, bevor sie im Befreiungsjahr 1815 wieder nach Berlin zurückkehrte. Im 19. Jahrhundert erfolgte schließlich die Verteilung der Objekte der Kunstkammer auf die Königlichen Museen und die Friedrich-Wilhelms-Universität.
Am Lustgarten auf der Spreeinsel, dem Berliner Schloss gegenüber, wurde von 1823 bis 1830 nach Plänen Karl Friedrich Schinkels das Königliche Museum (heute Altes Museum) als erstes öffentliches Museum Preußens errichtet. König Friedrich Wilhelm IV. ernannte 1839 mit Ignaz von Olfers erstmals einen Generaldirektor der Königlichen Museen. In den nächsten 100 Jahren wurden auf der nördlichen Spreeinsel das Neue Museum, die (alte) Nationalgalerie, das Kaiser-Friedrich-Museum (heute Bodemuseum) und das Pergamonmuseum gebaut. So entstand die Museumsinsel. Nicht alle der Königlichen Museen befanden sich auf der Insel. So hatten das Kunstgewerbemuseum (im Martin-Gropius-Bau) und das Königliche Museum für Völkerkunde ihren Standort ab den 1880er Jahren in der Prinz-Albrecht-Straße (heute Niederkirchnerstraße) in Kreuzberg. Der Eintritt in die Museen war an vier Tagen in der Woche frei.
Nach dem Ende der Monarchie infolge der Novemberrevolution 1918 fasste der Freistaat Preußen die im Berliner Zentrum dicht beieinander stehenden Museen zu den Staatlichen Museen zu Berlin zusammen. Dazu gehörte auch das Schlossmuseum im Berliner Schloss mit dem in die ehemalige Wohnung der Kaiserfamilie verlegten Kunstgewerbemuseum.
Während der Teilung Berlins nach dem Zweiten Weltkrieg lag die Museumsinsel in Ost-Berlin. Die dortigen Ausstellungsgebäude und ihre Sammlungen wurden auch zwischen 1949 und der Wiedervereinigung 1990 Staatliche Museen zu Berlin genannt. Dazu zählten auch das Otto-Nagel-Haus am Märkischen Ufer (als Abteilung Proletarisch-Revolutionärer und Antifaschistischer Kunst der Nationalgalerie; heute Sitz der Bildagentur für Kunst, Kultur und Geschichte (bpk)) und das Kunstgewerbemuseum im Schloss Köpenick.
Die in West-Berlin verbliebenen oder dorthin rücküberführten Teile der Sammlung fanden zunächst im Bruno-Paul-Bau des Völkerkundemuseums in Dahlem einen neuen Standort. Dieser wurde in den 1960er Jahren mit mehreren Erweiterungsbauten zum Museumszentrum Berlin-Dahlem ergänzt, zu dem die West-Berliner Gemäldegalerie und die Museen für Völkerkunde, asiatische und islamische Kunst gehörten. Die Ehemaligen Staatlichen Museen Berlin (West) wurden 1957 der Stiftung Preußischer Kulturbesitz unterstellt und firmierten danach als Staatliche Museen Preußischer Kulturbesitz (SMPK). Der Westteil des Kunstgewerbemuseums kam im Schloss Charlottenburg unter, dessen ehemaliges Theatergebäude beherbergte ab 1960 das Museum für Vor- und Frühgeschichte und der nahegelegene östliche Stülerbau das Ägyptische Museum. 1968 wurde die Neue Nationalgalerie im Kulturforum am Tiergarten eingeweiht, 1985 der Neubau des Kunstgewerbemuseums.
Die Sammlungen aus beiden Teilen Berlins wurden nach der deutschen Wiedervereinigung auf der Grundlage des Einigungsvertrages zum 1. Januar 1992 zusammengeführt. Der Museumsverbund wird über die Stiftung Preußischer Kulturbesitz von Bund und allen Bundesländern gemeinsam getragen. Mit dem 1998 eröffneten Neubau der wiedervereinigten Gemäldegalerie am Kulturforum, der Restaurierung und Erweiterung der Ausstellungsbauten auf der Museumsinsel sowie dem Humboldt Forum im wiederaufgebauten Berliner Schloss, das seit 2021 das Ethnologisches Museum und das Museum für Asiatische Kunst (zuvor in Dahlem) beherbergt, sind die Staatlichen Museen nun wieder stärker in der Stadtmitte konzentriert.
Im Juli 2020 veröffentlichte der Wissenschaftsrat die Strukturempfehlungen zur Stiftung Preußischer Kulturbesitz, die auch die Staatlichen Museen betreffen. Danach bestehe der Handlungsbedarf vor allem in den publikumsorientierten Bereichen. Aber auch in den Bereichen Ausstellungen, Vermittlung, Öffentlichkeitsarbeit oder Präsentation im digitalen Raum drohten die Staatsmuseen den Anschluss an internationale Entwicklungen zu verlieren. Die bestehenden Strukturen innerhalb der Staatsmuseen seien nicht geeignet, die dringend erforderliche engere Zusammenarbeit und den intellektuellen Austausch zwischen den einzelnen Sammlungen und Instituten zu fördern. Ebenso fehle es an einer ausreichenden finanziellen und personellen Ausstattung. Für die Staatsmuseen empfahl der Wissenschaftsrat deshalb, die „Chance einer organisatorischen Verselbständigung zu nutzen, um die interne Organisation der Staatlichen Museen neu zu ordnen. Ziel sollte dabei sein, moderne Ausstellungen sowie kooperative und international vernetzte Forschung zu ermöglichen und eine umfassende digitale Transformation zu befördern“.

## Generaldirektoren
- 1839–1871: Ignaz von Olfers
- 1872–1879: Guido von Usedom
- 1880–1905: Richard Schöne (kommissarisch seit 1879)
- 1905–1918: Wilhelm von Bode
- 1920–1927: Otto von Falke
- 1927–1934: Wilhelm Waetzoldt
- 1934–1945: Otto Kümmel
- 1945:00000.Herbert Dreyer
- 1946–1948: Ludwig Justi

Ost-Berlin
- 1948–1957: Ludwig Justi
- 1958–1976: Gerhard Rudolf Meyer
- 1976–1983: Eberhard Bartke
- 1983–1991: Günter Schade

West-Berlin
- 1948–1957: Ernst Heinrich Zimmermann
- 1957–1964: Leopold Reidemeister
- 1965–1983: Stephan Waetzoldt
- 1983–1991: Wolf-Dieter Dube

nach der Wiedervereinigung
- 1992–1999: Wolf-Dieter Dube
- 1999–2008: Peter-Klaus Schuster
- 2008–2022: Michael Eissenhauer
- 2022–2023: Christina Haak (als Geschäftsführende Stellvertretende Generaldirektorin)[9]
- seit 2023:00Florentine Dietrich (kommissarische Leitung Generaldirektion)

## Sammlungen und Standorte

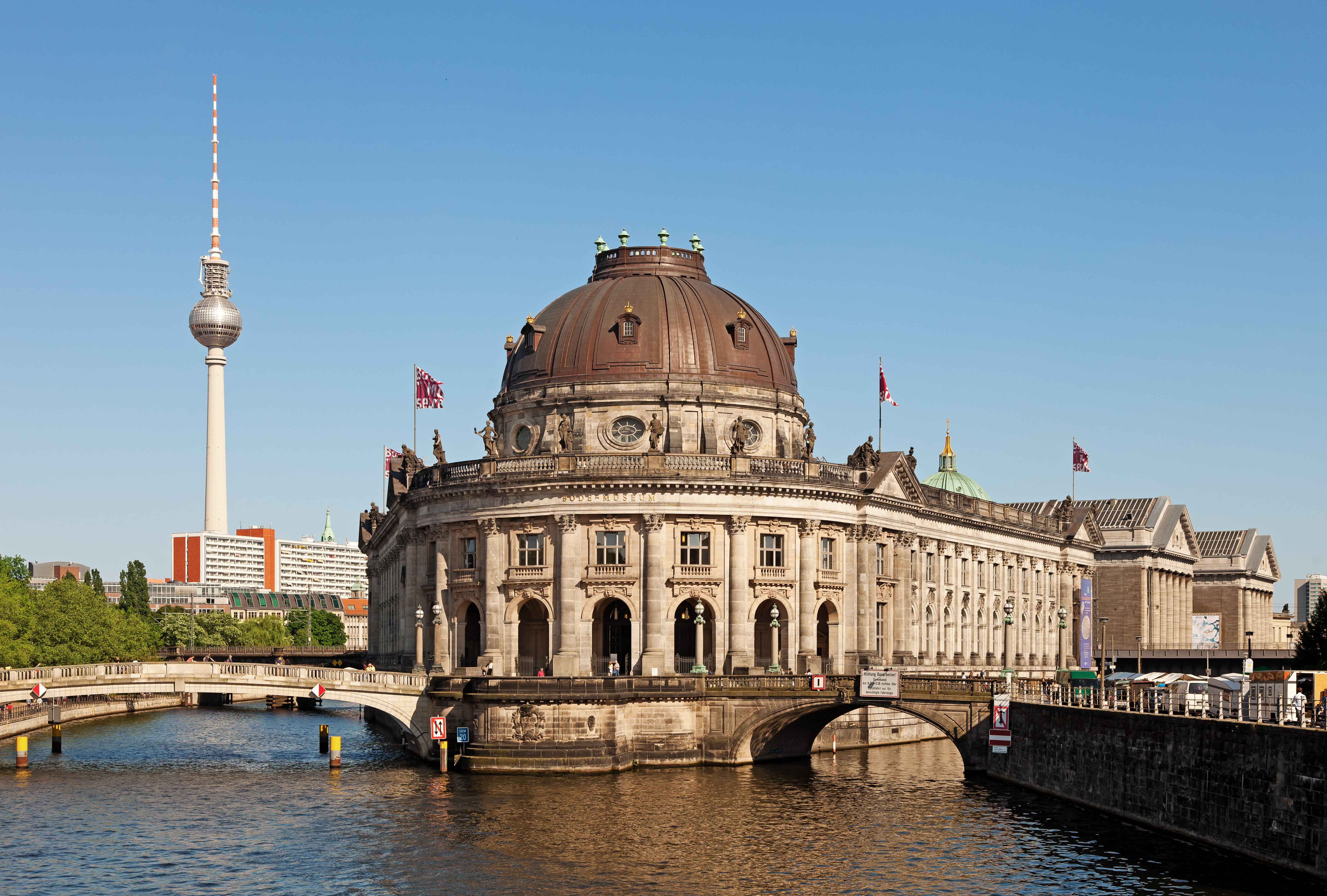
Spitze der Museumsinsel mit dem Bode-Museum, 2012

Der Verbund umfasst 15 Sammlungen und vier Forschungseinrichtungen an fünf Standorten:
Standorte in Mitte
- Auf der Museumsinsel
  - Pergamonmuseum (Vorderasiatisches Museum, Museum für Islamische Kunst, Antikensammlung)
  - Bode-Museum (Skulpturensammlung und Museum für Byzantinische Kunst, Münzkabinett)
  - Alte Nationalgalerie
  - Altes Museum (Antikensammlung)
  - Neues Museum (Ägyptisches Museum und Papyrussammlung, Museum für Vor- und Frühgeschichte, Antikensammlung)
- Friedrichswerdersche Kirche Neue Nationalgalerie, 2021

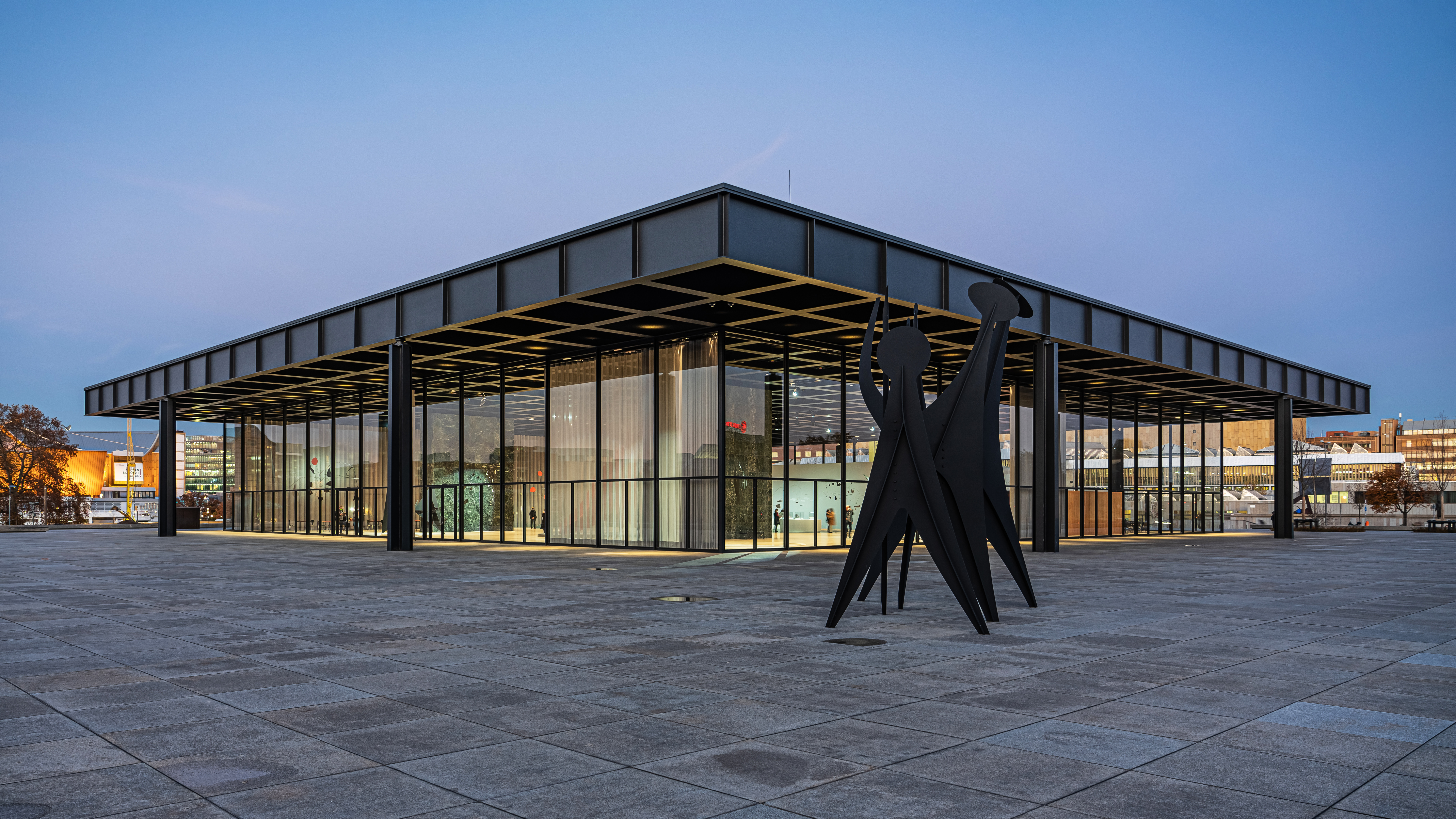
Neue Nationalgalerie, 2021

- Als Teil des Humboldt Forums im Berliner Schloss:
  - Ethnologisches Museum
  - Museum für Asiatische Kunst

Standorte in Tiergarten und Moabit
- Im Kulturforum
  - Gemäldegalerie
  - Kunstgewerbemuseum
  - Kupferstichkabinett (Sammlung der Zeichnungen und Druckgrafik)
  - Kunstbibliothek
  - Neue Nationalgalerie
- Hamburger Bahnhof – Nationalgalerie der Gegenwart

Standorte in Charlottenburg
- Museum Berggruen

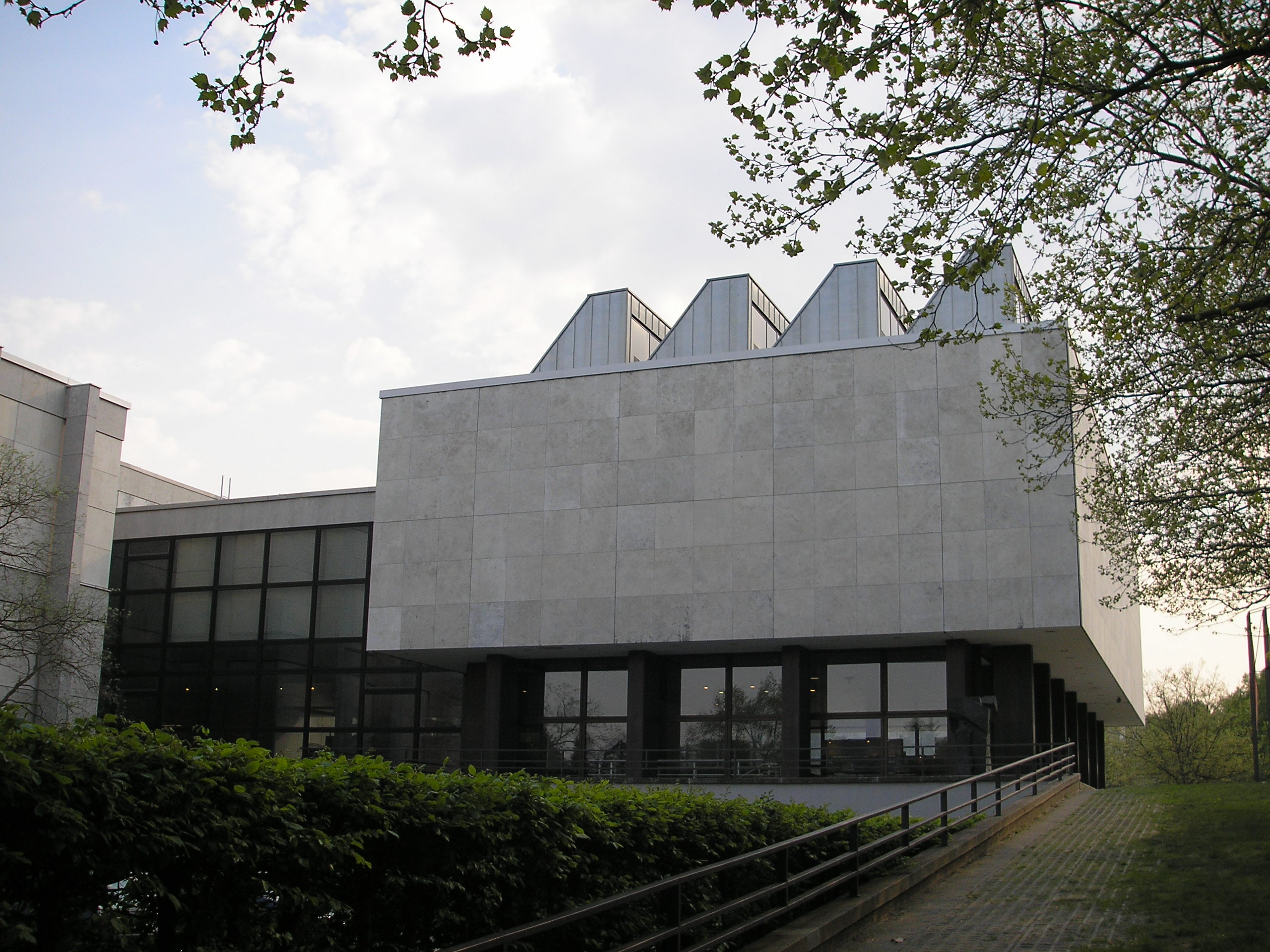
Museen Dahlem, 2006

- Museum für Fotografie/Helmut Newton Stiftung
- Sammlung Scharf-Gerstenberg

Standorte in Dahlem
- Museum Europäischer Kulturen

Standorte in Köpenick

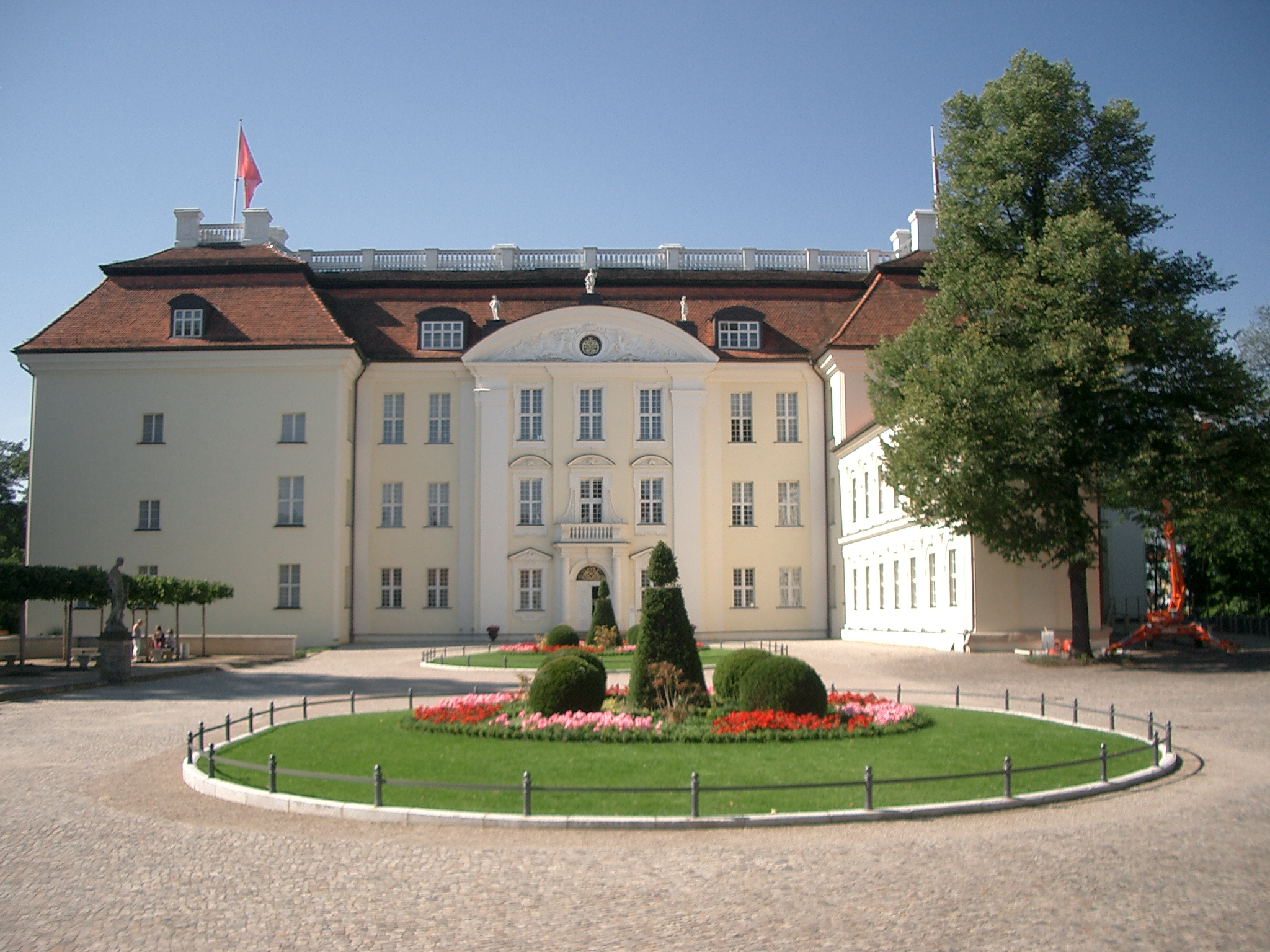
Schloss Köpenick, 2005

- Kunstgewerbemuseum Schloss Köpenick
- Zentraldepot der Staatlichen Museen in Köpenick-Friedrichshagen (geplant)

Forschungseinrichtungen
- Gipsformerei, Charlottenburg
- Institut für Museumsforschung, Dahlem
- Rathgen-Forschungslabor, Charlottenburg
- Zentralarchiv der Staatlichen Museen zu Berlin, im Archäologischen Zentrum gegenüber der Museumsinsel

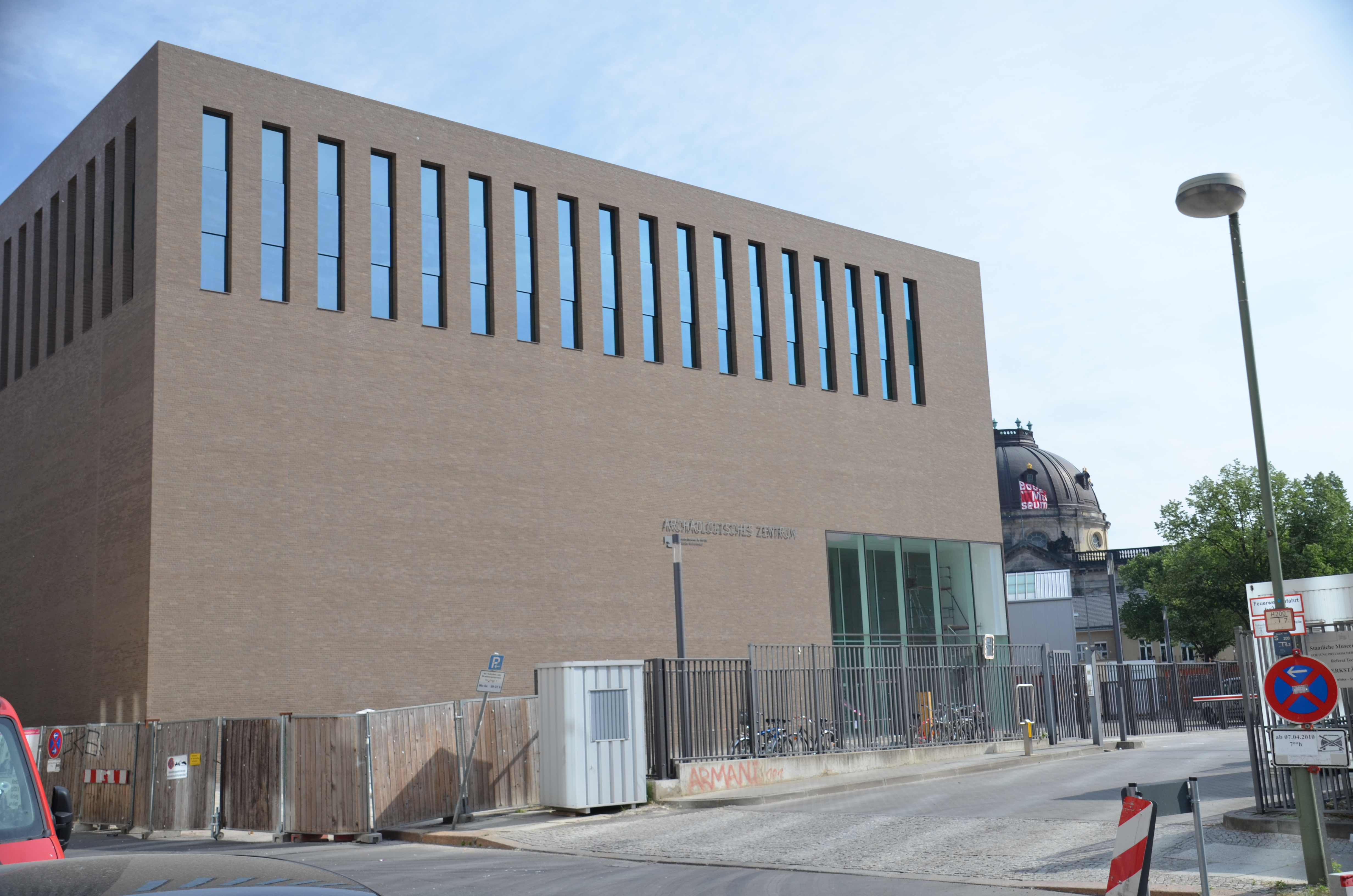
Archäologisches Zentrum, 2012

Am 31. Oktober 2012 wurde das Archäologische Zentrum der Staatlichen Museen in der Geschwister-Scholl-Straße eröffnet.